# Iglesia de San Pablo (Amberes)
La iglesia de San Pablo (en neerlandés, Sint Pauluskerk) de Amberes, Bélgica, y consagrada en 1571, es un edificio gótico de Brabante con un decorado interior del estilo Barroco, considerada «una joya barroca en un joyero gótico».
Aunque se piensa que su arquitecto original fue Domien de Waghemakere, tras la muerte de este en 1542, se sabe que la obra la dirigió Rombout de Dryvere.
Está construida sobre una iglesia dominicana anterior, cuya construcción comenzó en 1262 y que fue consagrada por Albertus Magnus en 1276.

## Obras de arte
Entre muchas obras de arte asociadas con la iglesia, en 1618-20, el óleo Madonna del Rosario (1605/1607) de Caravaggio, actualmente en la colección de Kunsthistorisches Museum Wien, fue adquirido para la iglesia por un consorcio de Amberes formado por, entre otros, artistas locales como Pedro Pablo Rubens, Jan Brueghel el Viejo y Hendrick van Balen. Permaneció en la iglesia hasta su adquisición, en 1781, para la colección del emperador José II del Sacro Imperio Romano Germánico en Viena.
Además de la serie de cuadros sobre la batalla de Lepanto, obra del pintor flamenco, Jan Peeters, conocido sobre todo por su pintura de marinas, la iglesia tiene obras de Rubens, Jordaens y Van Dyck, así como esculturas de Kerricx, Verbrugghen, Quellin y de Johannes van Mildert.
En 1765, Wolfgang Amadeus Mozart tocó el órgano de la iglesia.